# Кампестре (Потенца)
Кампестре (итал. Campestre) је насеље у Италији у округу Потенца, региону Базиликата.
Према процени из 2011. у насељу је живело 190 становника. Насеље се налази на надморској висини од 892 м.